# Шамбли (Квебек)
Шамбли (фр. Chambly) је град у Канади у покрајини Квебек. Према резултатима пописа 2011. у граду је живело 25.571 становника.

## Становништво
Према резултатима пописа становништва из 2011. у граду је живело 25.571 становника, што је за 13,1% више у односу на попис из 2006. када је регистровано 22.608 житеља.
| 2006.  | 2011.  |
| ------ | ------ |
| 22.608 | 25.571 |